# Szergej Vlagyimirovics Mandreko
Szergej Vlagyimirovics Mandreko, oroszul: Сергей Владимирович Мандреко (Kurgan-Tyube, 1971. augusztus 1. – 2022. március 8.) szovjet, tádzsik és orosz válogatott orosz labdarúgó, hátvéd, középpályás, edző.

## Pályafutása

### Klubcsapatban
1987 és 1989 között a Vahs, 1990 és 1992 között a Pamir Dusanbe labdarúgója volt. A dusanbei csapattal egy-egy tádzsik bajnoki címet és kupagyőzelmet ért el. 1992 és 1997 között az osztrák Rapid Wien, 1997 és 2000 között a német Hertha, 2000 és 2003 között a VfL Bochum csapatában szerepelt. A Rapiddal egy-egy osztrák bajnoki címet és kupagyőzelmet szerzett. 2003-ban visszatért Ausztriába és a nagymartoni SV Mattersburg, 2005-ben a pándorfalui SC-ESV Parndorf játékosa volt.

### A válogatottban
Az 1990-es U18-as Európa-bajnokságon arany-, az 1991-es U20-as világbajnokságon bronzérmet szerzett a szovjet ifjúsági válogatott tagjaként.
1991-ben két alkalommal szerepelt a szovjet olimpiai válogatottban két selejtező-mérkőzésen. 1992 január-februárjában négyszer játszott a FÁK-válogatott színeiben. 1992 júniusában a tádzsik, 1994 augusztusában az orosz válogatottban szerepelt egyszer.

### Edzőként
2007–08-ban az osztrák alsóbb osztályban szereplő SC Lassee edzője volt. 2008–09-ben a Lokomotyiv Moszkva segédedzőjeként tevékenykedett. 2015 és 2017 a bécsi Landstraßer AC szakmai munkáját irányította.

## Magánélete
2016 óta szenvedett amiotrófiás laterálszklerózisban. 2022. március 8-án ötvenévesen hunyt el.

## Sikerei, díjai
Szovjetunió
- U18-as Európa-bajnokság
  - aranyérmes: 1990
- U20-as világbajnokság
  - bronzérmes: 1991

 Pamir Dusanbe
- Tádzsik bajnokság
  - bajnok: 1992
- Tádzsik kupa
  - győztes: 1992

 Rapid Wien
- Osztrák bajnokság
  - bajnok: 1995–96
- Osztrák kupa
  - bajnok: 1995

## Statisztika

### Mérkőzései a szovjet olimpiai válogatottban
| Szovjetunió | Szovjetunió         | Szovjetunió                     | Szovjetunió | Szovjetunió | Szovjetunió | Szovjetunió        | Szovjetunió | Szovjetunió |
| #           | Dátum               | Helyszín                        | Hazai       | Eredmény    | Vendég      | Kiírás             | Gólok       | Esemény     |
| ----------- | ------------------- | ------------------------------- | ----------- | ----------- | ----------- | ------------------ | ----------- | ----------- |
| 1.          | 1991. augusztus 27. | Oslo, Ullevi Stadion            | Norvégia    | 0 – 1       | Szovjetunió | olimpiai selejtező | -           | 84'         |
| 2.          | 1991. október 16.   | Moszkva, Központi Lenin Stadion | Szovjetunió | 1 – 1       | Olaszország | olimpiai selejtező | -           | 12'         |
|             | Összesen            |                                 |             | 2           | mérkőzés    |                    | 0           | gól         |

### Mérkőzései a FÁK válogatottban
| FÁK | FÁK               | FÁK                               | FÁK              | FÁK      | FÁK      | FÁK        | FÁK   | FÁK     |
| #   | Dátum             | Helyszín                          | Hazai            | Eredmény | Vendég   | Kiírás     | Gólok | Esemény |
| --- | ----------------- | --------------------------------- | ---------------- | -------- | -------- | ---------- | ----- | ------- |
| 1.  | 1992. január 25.  | Miami Gardens, Joe Robbie Stadium | Egyesült Államok | 0 – 1    | FÁK      | barátságos | -     | 63'     |
| 2.  | 1992. január 29.  | San Salvador, Estadio Cuscatlán   | Salvador         | 0 – 3    | FÁK      | barátságos | -     | 46'     |
| 3.  | 1992. február 2.  | Pontiac, Pontiac Silverdome       | Egyesült Államok | 2 – 1    | FÁK      | barátságos | -     |         |
| 4.  | 1992. február 12. | Jeruzsálem, Teddy Stadion         | Izrael           | 1 – 2    | FÁK      | barátságos | -     |         |
|     | Összesen          |                                   |                  | 4        | mérkőzés |            | 0     | gól     |

### Mérkőzése a tádzsik válogatottban
| Tádzsikisztán | Tádzsikisztán    | Tádzsikisztán                          | Tádzsikisztán | Tádzsikisztán | Tádzsikisztán | Tádzsikisztán | Tádzsikisztán | Tádzsikisztán |
| #             | Dátum            | Helyszín                               | Hazai         | Eredmény      | Vendég        | Kiírás        | Gólok         | Esemény       |
| ------------- | ---------------- | -------------------------------------- | ------------- | ------------- | ------------- | ------------- | ------------- | ------------- |
| 1.            | 1992. június 17. | Dusanbe, Központi Köztársasági Stadion | Tádzsikisztán | 2 – 2         | Üzbegisztán   | barátságos    | -             |               |
|               | Összesen         |                                        |               | 1             | mérkőzés      |               | 0             | gól           |

### Mérkőzése az orosz válogatottban
| Oroszország | Oroszország         | Oroszország                   | Oroszország | Oroszország | Oroszország | Oroszország | Oroszország | Oroszország |
| #           | Dátum               | Helyszín                      | Hazai       | Eredmény    | Vendég      | Kiírás      | Gólok       | Esemény     |
| ----------- | ------------------- | ----------------------------- | ----------- | ----------- | ----------- | ----------- | ----------- | ----------- |
| 1.          | 1994. augusztus 17. | Klagenfurt, Wörtherseestadion | Ausztria    | 0 – 3       | Oroszország | barátságos  | -           | 46'         |
|             | Összesen            |                               |             | 1           | mérkőzés    |             | 0           | gól         |